# Phyllotis definitus
Phyllotis definitus és una espècie de mamífer rosegador de la família dels cricètids. És endèmic dels Andes peruans, on viu a altituds d'entre 2.600 i 3.000 msnm. Els seus hàbitats naturals són els matollars secs i les zones rocoses. Està amenaçat per la tala d'arbres per a crear zones de pasturatge per a la ramaderia, així com la fragmentació del seu medi.